# Pam Bondi
Pamela Jo Bondi (Tampa, 17 de novembro de 1965) é uma advogada, lobista e política americana atualmente servindo como a 87.º procuradora-geral dos Estados Unidos desde 2025. Membra do Partido Republicano, atuou como procuradora-geral da Flórida de 2011 a 2019, a primeira mulher eleita para o cargo. Ela foi confirmada em uma votação de 54–46 no Senado em 4 de fevereiro de 2025.
Em 2020, Bondi foi uma das advogadas de defesa do presidente Donald Trump durante seu primeiro julgamento de impeachment. Ela se tornou uma defensora das tentativas de Trump de anular a eleição presidencial dos Estados Unidos de 2020 . Em 2024, liderou o braço jurídico do America First Policy Institute, alinhado a Trump. Em 21 de novembro de 2024, o presidente eleito Trump anunciou que seria indicada para procuradora-geral dos Estados Unidos.

## Início da carreira
Bondi foi promotora e porta-voz no Condado de Hillsborough, Flórida, onde foi promotora assistente do estado. Bondi processou o ex-jogador da Major League Baseball Dwight Gooden em 2006 por violar os termos de sua liberdade condicional e por abuso de substâncias. Em 2007, Bondi também processou os réus pela morte de Martin Anderson.

## Nomeação para procuradora-geral dos Estados Unidos
Em 21 de novembro de 2024, o presidente eleito Trump anunciou que Bondi seria nomeada procuradora-geral dos Estados Unidos, após a retirada de Matt Gaetz para o cargo.

### Preocupações sobre possível conflito de interesses
Ao apresentar informações ao Comitê Judiciário do Senado, o trabalho de Bondi como lobista não foi informado ao comitê. De acordo com o site do comitê, Bondi não apresentou as seguintes questões relativas ao seu trabalho como parceira da Ballard Partners:
- Bondi era lobista do The GEO Group, uma empresa privada de prisões. A empresa é uma contratada do governo para instalações de detenção de imigrantes.[13][14] A empresa recebeu críticas por questões de segurança, assistência médica e práticas de gestão.[15][12][16]
- Bondi disse ao comité que tinha feito pressão no Congresso em 2019 e 2020 sobre questões relativas aos esforços contra o tráfico de seres humanos antes da Copa do Mundo FIFA de 2022, que tinha sido realizada no Qatar.[17]

O comitê apresentou a questão de por que os dois projetos de lobby acima, The GEO Group e Qatar, não foram relatados como potenciais conflitos de interesse. No entanto, o trabalho de Bondi como lobista da KGL KSCC, uma empresa incorporada no Kuwait, não foi questionado sobre ela. Bondi estava fazendo lobby para que a empresa kuwaitiana ajudasse em um caso de alegada extorsão extrema pela empresa de investimentos, considerada causa para sanções internacionais pela Lei Global Magnitsky.

## Vida pessoal
Bondi é descendente de italianos, com raízes na Campânia, Itália. Ela se casou com Garret Barnes em 1990. O casal se divorciou após 22 meses de casamento. Em 1996, Bondi se casou com Scott Fitzgerald; eles se divorciaram em 2002. Ela ficou noiva de Greg Henderson em 2012.